# Alsódetrehem
Alsódetrehem (románul Tritenii de Jos, németül Detrechen) falu Romániában Kolozs megyében, az azonos nevű község központja. A 2002-es népszámláláskor 4610 románt, 417 magyart és 38 cigányt regisztráltak.

## Fekvése
Tordától keletre található.

## Története
Alsódetrehem, Detre nevét 1332-1337 között a pápai tizedjegyzék említette először. 1332-ben sacedos de De(t)ruk, Tetruh, tetruch, majd 1337-ben Tetrhrih néven, mint magyar lakosságú egyházas helyet említik.
Későbbi elnevezései: 1340-ben p. Tetreh, 1406-ban p. Thethreh, 1441-ben p. Magyartedreh et Olahtedreh, 1451-ben p. Dethreh, 1733-ban Alsó-Dertrehen, 1750-ben Alsó Trét, 1808-ban Detrehem (Alsó-), 1861-ben Alsó Detrehem, Trityn-din Zsosz, 1888-ban Alsó-Detrehem, 1913-ban Alsódetrehem.
1453-ban Szent Háromság-templomát említették, 1518-ban p. Dethreh Gernyeszeg tartozéka; Tetrehi Urkund, Peres, F. Veres, Kecseti, Nagyvölgyi, Szilvási, Sk. Erdélyi, Gerendi és más köznemes birtoka volt.
1454-ben Thethreh-i Peres n. György fia, Mihály "atyafiságos szeretetből" Farnasi  Veres Benedeknek adta a Thetreh, Mindszent, Kak, Tóhát, Ből, Szentjakab, Gyéres, Tordalaka birtokban és Péterlaka és Farkaslaka (To) prelédiumban levő részeit, majd 1455-ben ősi részeit 3000 aranyforintért eladta Farnasi Benedeknek és testvéreinek életük végéig.
1910-ben 1378 román és magyar lakosa volt, 1956-ban 1679 román.

## Hitélet
A faluban a hagyományos egyházakon (ortodox, református) kívül jelentős létszámú pünkösdista közösség található.

## Híres emberek
- 1957. április 24-én a községhez tartozó Detrehemtelepen született Keszeg Vilmos néprajzkutató.